# 芒特赫蒙鎮區 (北卡羅萊納州帕斯闊坦克縣)
芒特赫蒙鎮區（英語：Mount Hermon Township）是位於美國北卡羅萊納州帕斯闊坦克縣的一個鎮區。

## 地方資料
芒特赫蒙鎮區的面積為89.87平方千米，皆為陸地。根據2020年美國人口普查的數據，當地共有人口7917人，而人口密度為每平方千米88.09人。